# کوکه (بازیکن فوتبال)
خورخه آندوخار مورنو (اسپانیایی: Jorge Andújar Moreno‎؛ زادهٔ ۲۶ آوریل ۱۹۸۷) که عموماً با نام کوکه شناخته می‌شود، بازیکن فوتبال اهل اسپانیا است که به عنوان مدافع راست در باشگاه لوانته بازی می‌کند.

## افتخارات

### باشگاه
رایو وایکانو
- سگوندا دیویژن بی: ۰۸–۲۰۰۷

سویا
- لیگ اروپا: ۱۴–۲۰۱۳، ۱۵–۲۰۱۴، ۱۶–۲۰۱۵
- کوپا دل ری: نایب قهرمان ۱۶–۲۰۱۵
- سوپر جام اروپا: نایب قهرمان ۲۰۱۴، ۲۰۱۵

## پیوندهای اضافه
- صفحه رسمی وی در باشگاه سویا
- کوکه در وبگاه BDFutbol
- کوکه profile at Futbolme (اسپانیایی)